# The Argument
The Argument шостий і останній на цей час студійний альбом американської пост-хардкор-групи Fugazi, який вийшов 16 жовтня 2001 року.

## Треклист
1. Untitled Intro – 0:52
2. Cashout – 4:24
3. Full Disclosure – 3:53
4. Epic Problem – 3:59
5. Life and Limb – 3:09
6. The Kill – 5:27
7. Strangelight – 5:53
8. Oh – 4:29
9. Ex-Spectator – 4:18
10. Nightshop – 4:02
11. Argument – 4:27